# Freisinnige Volkspartei

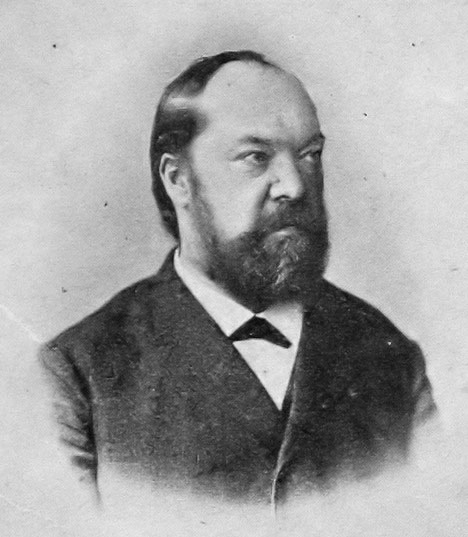
Eugen Richter, bis zu seinem Tod der unumstrittene Parteiführer

Die Freisinnige Volkspartei (FVp) war eine liberale Partei während des Deutschen Kaiserreichs, die 1893 aus einer Aufspaltung der Deutschen Freisinnigen Partei hervorgegangen war und 1910 in der Fortschrittlichen Volkspartei aufgegangen ist. Sie knüpfte an die Tradition der Deutschen Fortschrittspartei an.
Die von Eugen Richter dominierte Partei war regierungskritisch und damit linksliberal, gleichzeitig aber wirtschaftsliberal.

## Entstehung
Die von Beginn an vorhandenen Spannungen innerhalb der Deutschen Freisinnigen Partei zwischen dem linken Parteiflügel der ehemaligen Fortschrittler und dem rechten Flügel der früheren Sezessionisten traten am 6. Mai 1893 an die Oberfläche, als im Reichstag Georg von Siemens und fünf weitere Mitglieder der deutsch-freisinnigen Fraktion im Gegensatz zur Fraktionsmehrheit für eine Heeresvorlage des Reichskanzlers Leo von Caprivi stimmten. Unmittelbar nach dem Abstimmungseklat forderte der Fraktionsführer Eugen Richter, die sechs Abweichler aus der Fraktion auszuschließen. Der Antrag stieß zwar auf heftigen Widerspruch, er wurde jedoch letztlich mit 27:22 Stimmen angenommen. Allerdings waren die Fronten inzwischen so stark verhärtet, dass wenige Tage später weitere ehemalige Sezessionisten wie Ludwig Bamberger, Theodor Barth, Heinrich Rickert oder Karl Schrader sowie eine Gruppe alter Fortschrittler um Albert Hänel ihren Parteiaustritt erklärten und sich mit den Abtrünnigen zur Freisinnigen Vereinigung formierten. Der verbliebene linke Parteiflügel um Richter konstituierte sich indes als Freisinnige Volkspartei. Sie bildete fortan die größere der beiden freisinnigen Parteien, ihr schlossen sich die meisten Ortsvereine an.

## Struktur
Ihre maßgebliche Persönlichkeit war Eugen Richter, der 1893 bis 1906 ihr Parteivorsitzender war. Offiziell existierte zwar innerparteiliche Demokratie, aber in der Praxis war Richters Meinung sowohl inhaltlich als auch in Personalfragen maßgebend. Die Parteitage und der Parteivorstand (Parteiausschuss genannt) hatten kaum eigenen Einfluss.
Im Jahr 1895/96 gehörten der Partei 379 örtliche Organisationen an. Schwerpunkte waren Sachsen, Preußen (insbesondere in Berlin, Schlesien und Ostpreußen) und die nord- und mitteldeutschen Klein- und Stadtstaaten. Die Partei konnte zwar ihre aus der Vorgängerorganisation übernommene Anhängerschaft weitgehend behaupten. Es gelang ihr aber kaum, darüber hinaus neue Schichten der Gesellschaft zu erreichen. Wähler und Mitglieder kamen vorwiegend aus kleinbürgerlichen und mittelständischen Kreisen aus Kaufmannschaft und Gewerbe. Hinzu kamen einige liberale Großbauern und Gutsbesitzer sowie Mitglieder des Bildungsbürgertums.
Eine Zusammenarbeit gab es mit der Deutschen Volkspartei, mit dieser hat die Freisinnige Volkspartei erstmals 1893 einen gemeinsamen Wahlaufruf veröffentlicht. Die Parteien kamen dabei auf 24 Mandate (1898 waren es 29, 1903 21 und 1907 28).

## Programmatik

„Hoch der Freisinn – Nieder mit der Reaktion“. Postkarte mit dem Reichstagsabgeordneten Rudolf Braesicke (1898)

Im Jahr 1894 gab sich die Freisinnige Volkspartei ein Parteiprogramm. Darin forderte sie unter anderem die Einführung des demokratischen Reichstagswahlrechtes auch in den Einzelstaaten. Sie strebte die Parlamentarisierung des Reiches an. Außerdem forderte sie Diäten für Abgeordnete und eine gerechtere Einteilung der Wahlkreise. Nicht zuletzt wurde eine jährliche Verabschiedung des Heeresetats angestrebt. Höhere Heeresausgaben wurden konsequent abgelehnt. Ähnlich kritisch stand die Partei zunächst der Kolonialpolitik und dem Flottenbau gegenüber.
In wirtschaftspolitischer Hinsicht sollten Eingriffe des Staates begrenzt werden. Dagegen wollte die Partei Gewerkschaften gesetzlich anerkennen und forderte die Förderung von Selbsthilfeeinrichtungen sowie eine Abschaffung der Privilegien des Großgrundbesitzes. Richter stand für eine liberale Politik des Freihandels (siehe Manchesterliberalismus).
Eine Umsetzung dieses Programms war ohne Zusammenarbeit mit anderen Kräften wie der SPD oder dem linken Flügel des Zentrums nicht möglich. Einen solchen Kurs lehnte Richter indes ab.

## Nach der Ära Richter
Nachfolger Richters wurde 1906 Hermann Müller-Sagan. Aber dieser blieb recht schwach. Stattdessen war Otto Fischbeck der starke Mann, der schließlich auch Vorsitzender wurde. Die Parteigremien hatten nach Richters Tod mehr Einfluss. Es kam inhaltlich zu einer Wende. Die Partei stimmte der Flottenvorlage der Regierung und auch der Kolonialpolitik zu. Sie wurde zudem Teil des Bülow-Blocks.
Der Zentralausschuss hielt an Richters Kurs in der Frage politischer Zusammenarbeit mit anderen Parteien unbeirrt fest. Dagegen verlangte zunächst eine Minderheit eine Vereinigung mit der Freisinnigen Vereinigung. Dem schlossen sich schließlich auch die Mehrheit der Reichstagsfraktion und immer mehr Lokalvereine an.
Eine erste Zusammenarbeit kam bei der Reichstagswahl von 1907 zustande. Am 6. März 1910 verbanden sich die linksliberalen Parteien Freisinnige Volkspartei, Freisinnige Vereinigung und Deutsche Volkspartei (DtVP) in Berlin zur Fortschrittlichen Volkspartei.

## Bekannte Mitglieder
- Otto Fischbeck
- Carl Ludwig Funck
- Hugo Hermes
- Julius Kopsch
- Paul Langerhans
- Maria Lischnewska
- Ernst Müller-Meiningen
- Hermann Müller-Sagan
- Ludolf Parisius
- Eugen Richter
- Reinhart Schmidt-Elberfeld
- Fritz Schneider
- Paul Sommer
- Gustav Stresemann[1]
- Theodor Wette
- Otto Wiemer